# 凱文·麥克唐納 (足球運動員)
凱文·大衛·麥克唐納（英語：Kevin David McDonald；1988年11月4日—）是一位蘇格蘭足球運動員。在場上的位置是中場。他現在效力於英甲球隊埃克塞特城。他也曾效力過伯恩利和謝菲爾德聯等球隊。他曾入選蘇格蘭足球代表隊。

## 外部連結
- 足球数据库：凱文·麥克唐納的球员统计数据
- Scotland stats（页面存档备份，存于） at Scottish FA